# Amata elwesi
Amata elwesi là một loài bướm đêm thuộc phân họ Arctiinae, họ Erebidae.